# Tromøybroen
58°28′16″N 008°49′23″Ø / 58.47111°N 8.82306°Ø
Tromøybroen (lokalt:  Tromøybrua eller Tromøybroa) er en hængebro som går over Tromøysundet øst for Arendal, og forbinder øen Tromøy med fastlandet.
Broen blev bygget og åbnet i 1961, og er del af riksvej 409. Den er 400 meter lang, og største spænd er 240 meter. Til sammen har broen 12 spænd, med en gennemsejlingshøjde på 37 meter.
Broen havde i 2001 en gennemsnitlig trafik på omtrent 7.500 køretøjer i døgnet, og trafikken havde da siden 1990 haft en årlig vækst på 3,4%. I 2008 var døgngennemsnittet på omtrent 8.350. Broen tåler 50 tons vogntog med normalt akseltryk på hver side af broen.